# Королівка (Бучанський район)
Королі́вка — село Макарівської селищної громади Бучанського району Київської області, розташоване на відстані 12 км на північ від центру громади та за 65 км від обласного центру.
Через Королівку протікає річка Вабля, що бере початок в урочищі В'юне і впадає в річку Здвиж. У селі є два ставки.
Відстань від с. Королівки до шосейної дороги Київ — Житомир — 17 км. Найближча залізнична станція — за 15 км. Площа населеного пункту — 410 га. Кількість населення — 738 осіб. У селі 600 дворів.

## Історія
Перші поселення існували на території сільської ради ще в період кам'яної доби. Про це свідчать кам'яні знаряддя праці, знайдені неподалік. Приблизно у XIII-XIV ст. село було розташоване на лівому березі річки Буян, що північніше, ніж зараз, поселення було досить багате.
Переселення відбулося після монгольського нашестя. Збереглися перекази, що біля села, на місці нинішнього кладовища, стояла церква. Коли в 1240 р. монголи захопили Київ і підходили до села, жителі винесли всі коштовні речі з церкви і кинули їх у болото (тепер це ставок у центрі Королівки). Загарбники спалили все та пішли на захід. Уцілілі жителі заснували нове село в іншому місці. Про достовірність переказів свідчить той факт, що у 1840 р. в болоті було знайдено великий церковний дзвін.
У центрі села розташований могильник XIII ст. Нині тут стоїть магазин, а ще раніше був клуб. Коли в 1926 р. будували клуб, то викопали багато черепів людей різного віку і статі, а також кам'яне та рогове намисто. Черепи людей знаходили тут і в 1962 р., коли прокладали через село шосейну дорогу. Проте документальних підтверджень існування села до XVII століття не знайдено.
Макарівський ключ, до якого належало село в середньовіччі, став власністю Кшиштофа Харлінського 1643 року, тож село, найімовірніше, було засноване в найближчі після цієї дати роки. Сучасну назву воно отримало дещо пізніше, коли стало власністю Кароля Тишкевича. Вперше Каролівка у власності Тишкевича згадується в 1679 році.
Найдавнішим старожили називають місцеве прізвище Левченко.
Лаврентій Похилевич писав про село наступне:
| «Королівка, знаходиться у 5 верстах. від Липівки, у верхів'ях струмка Вабля. Проживає 768 душ, У минулому столітті село належало до маєтків Овруцького Базилянського монастиря, згідно з майновим записом одного з Харлінських, яким у XVII ст. належав Макарівский ключ. Харлінський віддав село в заставу за 30000 злотих Каролю Тишкевичу з Логайська, а Овруцький монастир допоміг Харлінському виплатити борги, а через деякий час одержав і сам маєток. Коли і як Королівка (вірніше Каролівка, від Кароля з Логайська) знову зробилася, ще при покійній Ляхії (Польщі), приватним маєтком, невідомо. Знаємо тільки, що вже з кінця минулого століття вона належала Маршицьким, а в 1862 р. від одного з них була куплена Філіцією Адамівною Модзелевською, який тут нині належить 1897 десятин усякого роду землі. У 1857 році біля села знайдено у болоті древній церковний дзвін, що свідчить про церкву в Королівці, яка була ще при ченцях. У 1857 році була збудована громадою невелика дерев'яна церква на честь св. Миколи». |
Поміщиця Модзелевська після смерті чоловіка продала землю Савченку, який у свою чергу перед російсько-японською війною розпродав землі поміщику Каленському, багатію Якову Омельчуку, липівському священику Жуковському, нотаріусу з Макарова та іншим багатіям.
Отже, перед 1917 р. великих землевласників у селі не було. Проте були великі селянські господарства, що мали десятки гектарів землі, сільськогосподарські машини. До початку колективізації люди проживали хуторами (родинами). У селі були молоко-пункти та маслозавод, олійниця (олію брали з кользи, яку вирощували у великій кількості). Також було два вітряних млини, один навпроти кладовища, інший — по теперішній вулиці Петровського. У 1984 р. на городі, за хатою М. Г. Міщенка, розкопали фундамент від вітряка. Про промислові підприємства відомо, що у XIX ст. в центрі села був винокурний завод. Це місце називають Винниця.
В 1917 році село входить до складу Української Народної Республіки.
Внаслідок поразки Перших визвольних змагань село надовго окуповане більшовицькими загарбниками.
Після українсько-більшовицької війни активну роль у селі відігравав комнезам. Оскільки панської землі не було, то комнезам розподіляв між малоземельними селянами так звану «лісофондівську» землю, встановлював розміри продподатку тощо.
У 1923—1934 рр. були організовані споживче, кредитове, молочарське товариства, які кооперували жителів села для збуту сільськогосподарської продукції, а також постачали їм промислові товари. Так, кредитове товариство надавало гроші, сільськогосподарські машини, сортовий посівний матеріал, реманент, племінну худобу. Селяни повертали кредити грошима.
У 1929 р. ініціативна група з п'яти осіб створила комуну «Ленінський шлях», до якої входили, зокрема, Т. С. Степанчук, П. Н. Заєць, С. П. Левченко. Незабаром членами комуни стали приблизно 85 % господарств села. У 1932 р. комуну було реорганізовано в колгосп. Разом з тим у селі виник другий колгосп.
Отже, перед Німецько-радянською війною і після неї, аж до 1950 р., у селі було два колгоспи. Після укрупнення вони об'єдналися в колгосп «Росія».
Першим головою колгоспу «Ленінський шлях» був Терентій Ісакович Степанчук. Під час колективізації на селі йшла жорстока боротьба. У 1930 р. проходило розкуркулювання. На загальних зборах села було затверджено списки розкуркулених — визначено 28 господарств. З активу було створено спеціальні бригади, які проводили розкуркулювання. Люди, звісно, чинили опір, було вбито активіста села Д. М. Петренка.
Перед Німецько-радянською війною своїми досягненнями славилися передовики колгоспного виробництва. Серед них А. М. Сидоренко нагороджена медаллю «За трудову доблесть», Ф. А. Заєць неодноразово премійована колгоспом за добру працю.
В 1932—1933 роках село пережило сталінський геноцид.
У 1941 р. частина жителів працювала на будівництві військового аеродрому в районі м. Києва.
Німці (розвідка мотоциклістів) уперше з'явилися в селі 14 липня 1941 р.
Далі за Королівку розгорілися жорстокі бої, що тривали декілька тижнів. Бої в липні-серпні 1941 р. проходили в основному на полях поміж селами Королівкою і Наливайківкою. Основна маса жителів села перебувала в цей час у Ніжиловському лісі.
Німецька окупація тривала до 8-9 листопада 1943 р., коли в село повернулася радянська влада. Німці завдали величезних збитків господарству і культурі села, чинили звірства і злочини над людьми. Повісили голову колгоспу Петра Івановича Шкоденка, закатували Ничипора Прокоповича Зайця. 150 жителів Королівки німці вивезли на рабську працю до Німеччини. Гітлерівці спалили приміщення семирічної школи, майже всі колгоспні будівлі, знищили колгоспний сад площею 180 га, колгоспну ферму, спалили 178 хат. Заарештовано й розстріляно 15 підпільників. 483 чоловіки з Королівки було примусово мобілізовано до складу Червоної Армії, 186 з них загинуло на полі бою, 367 нагороджені орденами та медалями СРСР.
Церкву Казанської Божої Матері збудовано жителями села під час німецької окупації. На місці нинішнього храму стояв великий дерев'яний, що мав позолочений купол і великий шпиль. Церкву розібрали перед війною. Люди не хотіли цього робити, багатьох тоді було заарештовано. Під час війни німці забрали деревину на будівництво окопів у с. Голе (с. Жовтневе) та с. Дружню Бородянського району.
У 60-х роках на місцевому цвинтарі збудовано пам'ятник воїнам, загиблим під час Великої Вітчизняної війни. У центрі села височить пам'ятник воїнам-односельцям, які загинули під час війни.
Після закінчення війни тривало відродження села. У 1964 р. відкрито Будинок культури, а в 1967 р. побудовано нове приміщення школи-десятирічки.
На 1968 р. в селі діяли фельдшерсько-акушерський пункт, пологовий будинок, дитячий садок, універмаг, підвісна дорога на птахоферму, пожежне депо.
В «Історії міст і сіл Української РСР» про Королівку початку 1970-х було подано таку інформацію:

| Королівка - село, центр сільської Ради, розташоване за 12 км від районного центру та за 12 км від залізничної станції Буян. Населення - 1183 чоловіка. Сільраді підпорядковані населені пункти Новомирівка, Ферма. У Королівці - центральна садиба колгоспу «Росія», що має близько 4 тис. га землі, у т. ч. орної - 2827 га. Основний напрям господарства-вирощування зернових культур і картоплі. Розвинуте також тваринництво, садівництво і птахівництво. У селі - середня школа, будинок культури, бібліотека, пологовий будинок[3]. |
У 1986 р. в Королівці побудовано 165 будинків для переселенців з Чорнобильської зони.

## Сучасність
У 2000 р. утворено СВК «Росія». Також на території села діє ДП «Сортнасіннєовочі».
Історію Королівки зберігає краєзнавчий музей.
Село згадується в книзі Андрія Кокотюхи — Багряний рейд.

## Постаті
- Кравченко Олександр Дмитрович (1979—2015) — молодший сержант Збройних сил України, учасник російсько-української війни.